# Franklin megye (Georgia)
Franklin megye az Amerikai Egyesült Államokban, azon belül Georgia államban található. Megyeszékhelye Carnesville, legnagyobb városa Lavonia. Lakosainak száma 23 424 fő (2020. április 1.). Franklin megye Stephens, Madison, Oconee, Hart és Banks megyékkel határos.

## Népesség
A megye népességének változása:
| Lakosok száma | 22 065 | 21 906 | 21 857 | 22 009 | 22 311 | 23 424 |
|               | 2010   | 2011   | 2012   | 2013   | 2015   | 2020   |